# Ґрунтозахисний стаціонар
Ґрунтозахисний стаціонар — колишній об'єкт природно-заповідного фонду Житомирської області, ботанічний заказник місцевого значення.
Мав площу 5,6 га та був розташований у Коростенському районі Житомирської області на землях ТОВ «Сингаївське». Утворений 1998 року.
23 квітня 2003 року Житомирська обласна рада ухвалила рішення «Про території та об'єкти природно-заповідного фонду місцевого значення», яким були ліквідовані два об'єкти ПЗФ місцевого значення.
Заказник «Ґрунтозахисний стаціонар» був скасований із зазначенням причини «неможливість забезпечення режиму охорони у зв'язку з необхідністю використання території для наукових дослідів Інститутом сільського господарства Полісся Української академії аграрних наук».